# Pustoryl Lemoineův
Pustoryl Lemoineův (Philadelphus × lemoinei), alternativně též pustoryl Lemoinův, je opadavý keř z čeledi hortenziovité. Je to kulturní kříženec, vyšlechtěný v roce 1884 zkřížením pustorylu věncového a pustorylu malolistého. Vyznačuje se drobnými listy i květy, kompaktním vzrůstem a jemným větvením. Pěstuje se v různých kultivarech jako okrasný keř.

## Popis
Pustoryl Lemoineův je opadavý, hustě větvený keř dorůstající výšky 0,7 až 1,5 metru. Letorosty jsou tenké, hnědavé, borka je odlupčivá. Listy jsou úzce až kopinatě vejčité, 1,5 až 2,5 (výjimečně až 6) cm dlouhé a 7 až 12 mm široké. Na vrcholu jsou krátce zašpičatělé, na bázi tupé až zaokrouhlené, na líci lysé, na rubu šedozelené a drsně chlupaté. Na každé straně listu jsou 2 až 3 hrubé zuby. Květy jsou bílé, silně vonné, 2,5 až 3 cm široké, jednotlivé či v květenství po 3, zřídka až po 7. Kalich i češule jsou lysé. Korunní lístky jsou postavené do kříže a na vrcholu jsou vykrajované. Čnělka je dělená téměř až k bázi. Kvete v červnu.

## Původ
Tento pustoryl byl vyšlechtěn Victorem Lemoinem v roce 1884, a to opylením zahradní formy pustorylu věncového pylem pustorylu malolistého. Později byly vyšlechtěny další kultivary.

## Kultivary
Tento druh pustorylu je pěstován v řadě kultivarů. Z českých botanických zahrad jsou uváděny tyto (často jako Philadelphus hybr. + název kultivaru), v závorce je uveden rok vzniku či popisu:
- Philadelphus × lemoinei 'Candelabre' (1894)
- Philadelphus × lemoinei 'Dame Blanche' (1911)
- Philadelphus × lemoinei 'Erectus' (1892)
- Philadelphus × lemoinei 'Innocence' (1927)
- Philadelphus × lemoinei 'Manteau d'Hermine' (1898)[4][5][6]

Pustoryl Lemoinův posloužil při šlechtění dalších nových kříženců, jako je např. pustoryl panenský (P. × virginalis).

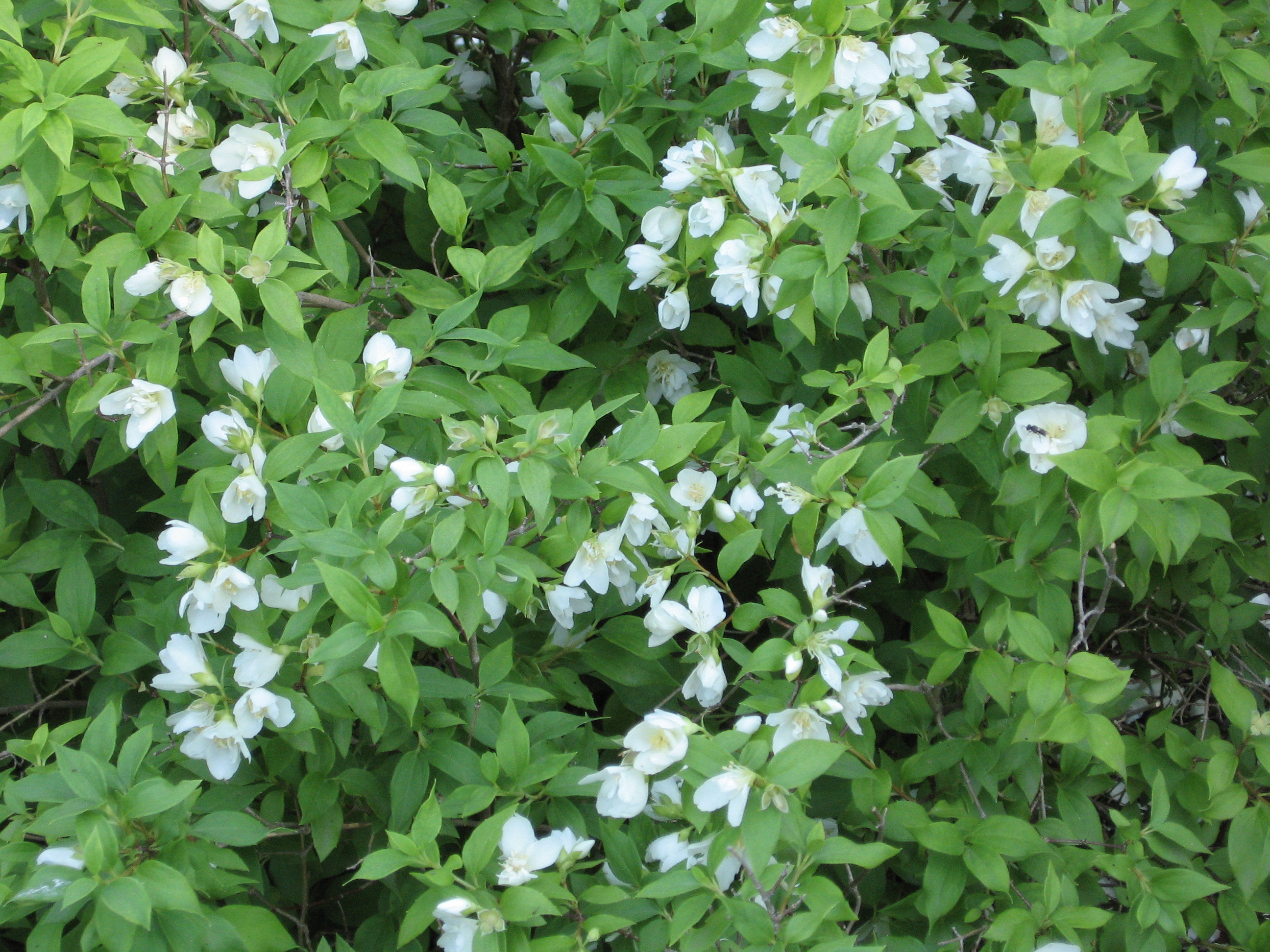
Pustoryl Lemoineův, kultivar 'Manteau d'Ermine'

## Význam
Pustoryl Lemoineův je pěstován v různých kultivarech jako okrasný keř, zvláště vhodný pro solitérní umístění. Oproti celé řadě jiných druhů se vyznačuje kompaktním vzrůstem, jemným hustým větvením a drobnými listy i květy, které poněkud připomínají květy trojpuku. Kultivar 'Innocence' má žlutě variegátní listy. Některé kultivary mají pomnožené korunní lístky a poloplné (např. 'Innocence') či plné ('Manteau d'Hermine') květy.

## Pěstování
Tento pustoryl je podobně jako jiné druhy málo náročný na půdu. Stanoviště by mělo být slunné a ne příliš suché. Prořezává se prosvětlovacím řezem, při kterém se u země odstraňují nejstarší větve. Množí se nejlépe zelenými letními řízky.